# Inertie
Pour les articles homonymes, voir Inertie (homonymie).
En physique, l'inertie d'un corps, dans un référentiel galiléen (dit inertiel), est sa tendance à conserver sa vitesse : en l'absence d'influence extérieure, tout corps ponctuel perdure dans un mouvement rectiligne uniforme. L'inertie est aussi appelée principe d'inertie, ou loi d'inertie, et, depuis Newton, première loi de Newton.
La loi d'inertie exprime le fait que si la vitesse {\displaystyle {\vec {v}}} du corps ponctuel par rapport au repère galiléen est constante, « la somme des forces {\displaystyle {\vec {F}}} s'exerçant sur le corps est nulle ».
{\displaystyle {\vec {v}}={\vec {cte}}\Leftrightarrow \sum {\vec {F}}={\vec {0}}}
La notion d'inertie est encore considérée comme la norme en physique classique. La formulation de l'inertie est faite par la deuxième loi de Newton, ou principe fondamental de la dynamique : l'inertie étant fonction de la masse inerte du corps, plus celle-ci est grande, plus la force requise pour modifier son mouvement sera importante.
Si le corps est observé à partir d'un référentiel non inertiel, une force d'inertie a tendance à faire passer le corps de l'immobilité au mouvement et à éloigner le mouvement d'un trajet rectiligne uniforme. C'est une force apparente, ou pseudo-force, qui résulte directement de l'inertie du corps dans un référentiel inertiel par rapport auquel le référentiel non inertiel a un mouvement non linéaire ; elle se déduit des lois de Newton.
Le moment d'inertie est l'équivalent rotationnel de la masse inertielle, son existence et ses propriétés de physique classique se déduisent de l'application des lois de Newton. Le moment d'inertie permet d'expliquer la stabilité du vélo et de la toupie.

## Historique
Avant Galilée, la théorie du mouvement est dans la philosophie occidentale dictée par la physique aristotélicienne qui ne connaît pas l'inertie, et n'est pas compatible avec celle-ci. Entre autres, l'état naturel d'un corps est l'immobilité en son « lieu naturel », et son « mouvement naturel » est d'y retourner (corps lourds ou « graves » vers le bas tels la terre et l'eau, corps légers vers le haut pour l'air et le feu) par une propriété interne de finalité ; tout autre mouvement est « violent » et nécessite un « moteur » continuellement appliqué pour être entretenu.
Cette conception aristotélicienne est présente également chez les théoriciens de l'impetus, inventé pour pallier les manquements des explications d'Aristote au sujet du comportement de projectiles divers: Jean Buridan reprend les idées anciennes de Jean Philopon, commentateur d'Aristote au VIe siècle, et explique le mouvement, non plus par le contact entre un moteur et un mobile, mais par la possibilité pour le mouvement de conserver en lui un certain élan que le moteur assure au corps mû, et qu'il qualifie d'impetus. C'est la diminution de la force de l'impetus qui expliquerait la chute des corps. Cette théorie du mouvement est encore présente dans la première forme de pensée de Galilée (notamment dans son De motu); elle constitue un premier pas vers l'instauration du principe d'inertie. Mais Buridan va plus loin et précise cette thèse en expliquant que le corps dense, parce qu'il contient plus de matière relativement a son faible volume, peut expliquer pourquoi tel corps peut être lancé plus loin qu'un autre corps, premiers éléments de la théorie de la quantité de mouvement que défendra plus tard Descartes. Un disciple de Buridan, Albert de Saxe appliqua la théorie de l'impetus aux orbes célestes et proposa une nouvelle théorie de la « gravité » qui distingue entre la gravité d'un corps et celle de la Terre, provoquant un long débat auquel prendront part encore Léonard de Vinci, Girolamo Cardano et Bernard Palissy.
Le nom d'inertie est donné par Kepler à la tendance des corps à rester au repos, à s'opposer au mouvement, ce qui reste une conception aristotélicienne,.
Le principe d'inertie est décrit dans les deux œuvres de Galilée, respectivement, en 1632 et en 1638 : Le Dialogo sopra i due massimi sistemi del mondo et le Discorsi e dimostrazioni matematiche intorno a due nuove scienze attenenti alla mecanica e i movimenti locali.
Galilée abandonne la conception qualitative aristotélicienne et médiévale du cosmos, et préfère une conception platonicienne : pour lui, le langage de la nature est « géométrique ». Étudiant les travaux de ses prédécesseurs, dont Archimède, il abandonne l'impetus et décrit le mouvement inertiel (ainsi que la relativité du mouvement) sans jamais nommer ce phénomène. « [...] Galilée n’a pas formulé de principe d’inertie. Sur la route qui, du Cosmos bien ordonné de la science médiévale et antique, mène à l’Univers infini de la science classique, il n’est pas allé jusqu’au bout ».
Si la physique de Galilée est « implicitement » basée sur l'inertie, il est reconnu que c'est René Descartes qui aurait formulé le mieux l'inertie, dans ses « Principes de la philosophie, 2e partie, §37 », et qui « pour la première fois, en a entièrement compris la portée et le sens ». Toutefois d’origine non précisée – mais il fut, selon toute vraisemblance, conçu sous l’influence de Isaac Beeckman, le principe cartésien, bien que formellement plus correct, a davantage le statut d’une affirmation philosophique générale que d’une proposition scientifique, intrinsèquement liée aux conditions qu’exige une théorie géométrisée du mouvement. Face au principe galiléen qui nous introduit dans la science moderne, son vrai domaine d’application reste la cosmologie philosophique. Par son association avec le concept d’une matière en soi indifférente au repos et au mouvement, Galilée est le précurseur direct du principe classique d’inertie, ouvrant la voie à une première théorie mathématisée du mouvement dont les résultats passeront intégralement dans la synthèse newtonienne. Quand Newton, dans le Scholium qui suit l’énoncé des définitions et des lois du mouvement, dans la première partie de ses Principia Mathematica, attribue à Galilée la découverte de la première loi (le principe d’inertie), sans mentionner Descartes, il prend acte à sa manière de cette situation qu’en lecteur attentif des Principes il a dû parfaitement percevoir.
C'est Jean-Baptiste Baliani, disciple de Galilée qui généralise et énonce le principe d'inertie comme loi fondamentale du mouvement, formulé comme suit:

« Tout corps persévère dans son état de repos ou de mouvement uniforme en ligne droite, à moins qu'il ne soit contraint, par des forces s'imprimant sur lui, à changer cet état. »

Isaac Newton s'inspire des écrits de Galilée et Descartes pour l'énoncé de la première loi de ses Philosophiae Naturalis Principia Mathematica publiés en 1686. Sa formulation de l'inertie, bien que volontairement distincte de celle de Kepler, reste attachée aux anciennes conceptions par l'utilisation d'une « force inhérente à la matière » pour expliquer le mouvement inertiel ; près d'un siècle supplémentaire sera nécessaire pour qu'une formulation soit exempte d'une telle « force inertielle », sous la plume de Léonard Euler.

« La force inhérente à la matière (vis insita) est le pouvoir qu'elle a de résister. C’est par cette force que tout corps persévère de lui-même dans son état actuel de repos ou de mouvement uniforme en ligne droite. »

— Isaac Newton, Principes mathématiques de la philosophie naturelle
Christian Huygens définit les notions de force centrifuge (force d'inertie d'un objet en rotation dans des référentiels non inertiels) et de moment d'inertie.
En 1835, Gaspard-Gustave Coriolis décrit mathématiquement dans son article Sur les équations du mouvement relatif des systèmes de corps une autre force inertielle, la force de Coriolis.

### Relativité restreinte
En relativité restreinte, l'inertie d'un corps est donnée par :
{\displaystyle I={\frac {M}{\sqrt {1-{\frac {v^{2}}{c^{2}}}}}}},
où :
- {\displaystyle M} est la masse ;
- {\displaystyle v} est la vitesse ;
- {\displaystyle c} est la vitesse de la lumière dans le vide.

L'inertie tend vers l'infini lorsque la vitesse tend vers c :
{\displaystyle \lim _{v\to c}I=\infty }.

## Inertie, masse, etc
Il n'y a pas de théorie unique acceptée qui explique la source de l'inertie. Divers efforts notables à ce niveau ont été faits par des physiciens tels que Ernst Mach (voir le principe de Mach), Albert Einstein, Dennis W. Sciama et Bernard Haisch, mais ces efforts ont tous été critiqués par d'autres théoriciens.
Parmi les traitements récents de la question, on peut citer des travaux de C. Johan Masreliez (2006-2009), pour l’édification d'une théorie du cosmos à expansion d'échelle,, et ceux de Vesselin Petkov (2009).

## Conséquences
L'inertie est impliquée dans diverses situations de la vie courante:
- Tonneau (accident)

## Référentiels
L'inertie s'exprime différemment selon le type de référentiel de l'observateur.
- Dans un référentiel inertiel, tout corps reste immobile ou évolue en mouvement rectiligne uniforme lorsqu'aucune force externe ne s'y applique ou que les forces qui s'y appliquent s'équilibrent. Pour une variation de vitesse donnée, la force nécessaire est proportionnelle à la masse du corps.
- Dans un référentiel non inertiel, un corps initialement au repos n'y reste pas obligatoirement, et c'est alors pour le maintenir au repos qu'il faut l'usage d'une force plus ou moins grande, suivant sa masse. Dans un tel référentiel, le mouvement inertiel n'est pas rectiligne uniforme et, là aussi, l'usage d'une force est nécessaire pour contrarier ce mouvement.